# Skyttebo
Skyttebo är en bebyggelse i Kärrbo socken i Västerås kommun sydost om Västerås. Från 2023 avgränsar SCB här en småort.